# 大撤退 (俄羅斯)
大撤退（俄语：Великое отступление）指的是1915年9月間，帝俄陆军在一战期间自加利西亞-波蘭突出部的战略撤退。在同盟國7月至9月的夏季攻勢中，俄军因装备严重不足，损失惨重，因而不得不撤退，以缩短前线，避免在突出部遭到大规模包围。 雖然撤退进行得仍算顺利，但卻嚴重打擊俄军的士气。

## 背景
同盟國試圖在東線集結兵力。四支新的德国军團，第十一軍團、第十二軍團、尼曼河軍團和西布格軍團，組成德軍主幹。由于不良的增援系统，尤其是军官的遞補，俄军的战斗力不断削弱。13支同盟國軍隊对上9支兵力不足的俄军。在此情況下，东部战線的力量平衡转向同盟國。此外，在德皇的压力下，法金漢屈服於兴登堡和鲁登道夫的堅持，在東線發動攻勢。 尽管鲁登道夫和奥匈帝国参谋总长康拉德計劃对突出部的最东北邊和东南部进行攻击，以進行包圍，但基於同盟國后勤限制部隊沿铁路前进的速度，法金漢仍拒絕了這項提案。
波兰的俄罗斯野战军指挥官努力说服俄军最高統帥部下令从突出部撤退，但是最高統帥部基於政治因素，不敢采取如此大胆的行动。突出部部队也未獲准進行战术撤退，如第二軍團撤退到維斯瓦河后方。野战军被迫屈於戰術劣勢。

## 戈爾利采－塔爾努夫攻勢
尽管一開始遭到了强大的抵抗，1915年5、6月間的戈爾利采－塔爾努夫攻勢仍取得一系列战术突破。馬肯森的军队穿过桑河，重新夺回了奥匈帝国在普热梅希尔的要塞。俄军于6月22日撤離加利西亚首府倫貝格。俄军开始计划从波兰的突出部撤退，將波兰南部的军队向北撤退至維斯瓦河，以伊萬哥羅德要塞建立新的防线。6月23日至27日期间，德军試圖向南越過聶斯特河，但7月時被俄军的反击阻挡。
德军第十軍團和尼曼河軍團在庫爾蘭防线最北端推进。俄军試圖防衛庫爾蘭，但遭到擊潰。俄军最高統帥部擔心，同盟國在北方的成功推进，加上南方的新一轮进攻，可能完成对整个波兰突出部的包围。 此外，俄军也擔憂德國海軍發動两栖登陆，穿越普斯科夫到達圣彼得堡。
在戈爾利采－塔爾努夫攻勢 中，帝俄陆军遭受嚴重損失，同時暴露在波兰突出部的弱點。俄国野战军严重缺乏各种现代化武器和弹药，包含火炮、机枪，甚至步枪。
華沙、伊万哥罗德、 格羅德諾、 波德拉謝和陶格夫匹爾斯的過时的堡垒当时都在前线或靠近前线的位置。這些堡壘配有大量的火炮，包括一些现代型火炮。俄军希望透過这些堡壘弥补步兵暂时的弱勢，以防衛伊萬哥羅德─卢布林─海烏姆防线。
7月13日，同盟國对整个前线发动新一輪的进攻。 到7月17日为止，马克斯·冯·加尔维茨的部隊在西北方迫使俄军向後撤退。俄军被迫穿越納雷夫河，向后撤退约8公里。 德军對北邊拉脱维亚地區和立陶宛地區展開进攻，在數日之内，占领了俄军認為能堅守數週的格羅德諾要塞。随着奥匈帝国军在南部重新发起进攻，俄军為了避免波蘭突出部受到包圍，不得不撤退，下令藉由要塞掩護，放弃纳雷夫河和聶斯特河的防线。

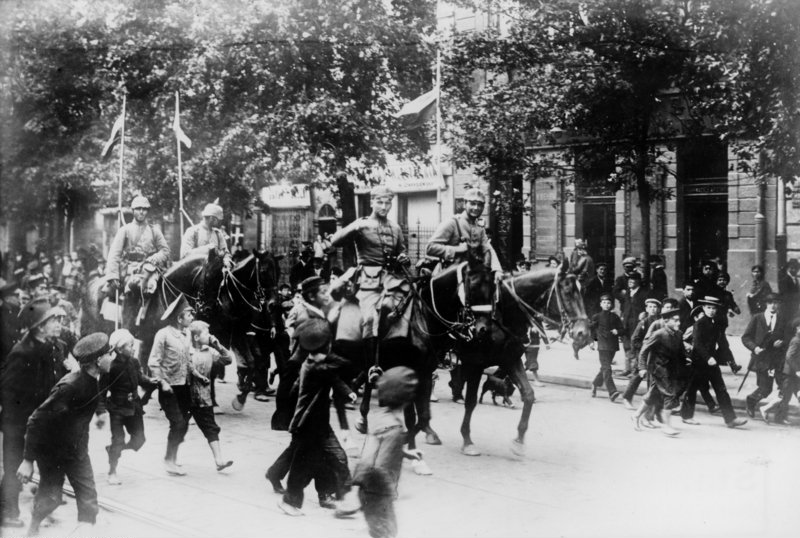
德军骑兵进入华沙月5日，1915年。

7月13日前，整个俄军南翼已向後撤退160公里至西布格河，僅小部分俄屬波蘭在华沙和伊万哥罗德要塞的防衛下，仍在俄军手中。7月22日，同盟國越過維斯瓦河。8月，俄罗斯第四军撤離伊万哥罗德要塞。随着俄国的不断撤退，华沙遭到孤立。加尔维茨指挥的第十二軍團抓住机会，于8月4日至5日間，占领华沙。

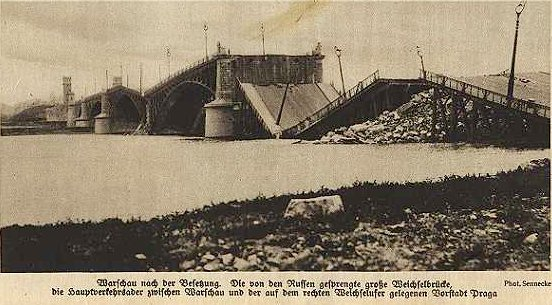
俄军撤退時炸毀华沙的波尼亞托夫斯基橋，1915年。

德国第八軍團、第十軍團和第十二軍團从普鲁士地區發起的新一轮进攻很快摧毀了俄军战线。俄军战线的北線向后撤退。最终在战前的东普鲁士边界形成了一条南北走向的战线。
德军，在獲得大量增援后，于8月25日占领了布列斯特-利托夫斯克。 9月19日，兴登堡的部队占领了維爾紐斯。

## 影響
由于战争造成的伤亡，特别是疾病，德军遭受飢餓及军力匱乏。德军的推進在9月下旬受到俄军反击而停止。俄军新的前线经过白俄罗斯的森林和平斯克沼泽，从波罗的海一路延伸到罗马尼亚边境，形成里加─葉卡布皮爾斯─陶格夫匹爾斯─巴拉諾維奇─平斯克─杜布諾─捷爾諾波爾防線。
1915年8月21日，沙皇尼古拉二世藉口最高司令部在同盟國夏季攻勢中慘重的損失、過晚的撤退，決定撤換最高統帥尼古拉耶維奇大公，直接指揮军隊。

### 俄罗斯的暴行

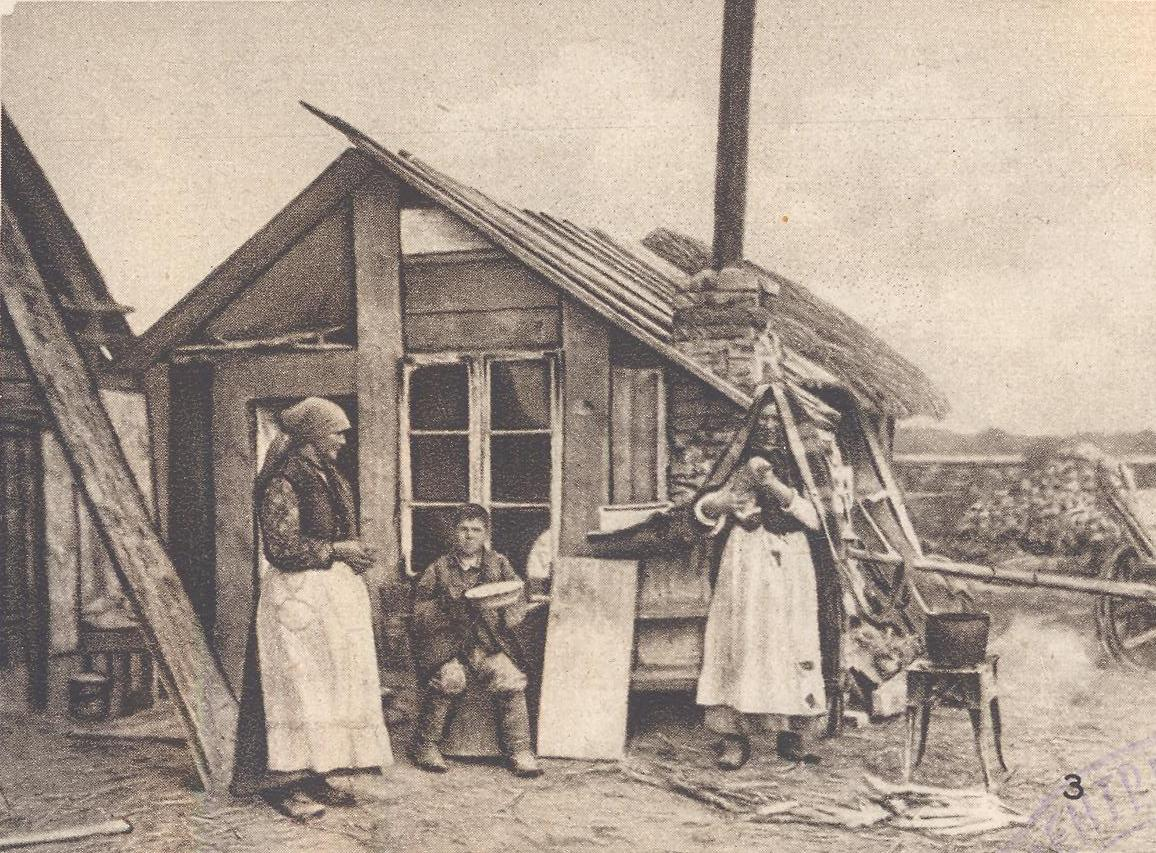
农民从一个被毁坏的村庄，在前一个小棚屋建造碎片，周围地区的华沙，1915年

随着俄罗斯军队撤退，参谋總长尼古拉·亞努什科維奇命令军队摧毁边境地区，驱逐境内的「敌人」。俄罗斯当局在境內屠杀德裔居民與犹太人。数以千计的犹太人被驱逐到邊境。俄军高层将穆斯林、德国人和波兰人视为叛徒和间谍，而犹太人则被视为政治上不可信賴。

## 参看
- 東方戰線(第一次世界大戰)